# Rock ’n’ Roll Animal
| Оценки критиков               | Оценки критиков |
| Источник                      | Оценка          |
| ----------------------------- | --------------- |
| AllMusic                      | [ 3 ]           |
| Chicago Tribune               | [ 4 ]           |
| Christgau's Record Guide      | A–              |
| The Rolling Stone Album Guide | [ 6 ]           |

Rock 'n' Roll Animal (с англ. — «Рок-н-ролльное животное») — первый концертный альбом американского музыканта Лу Рида, выпущенный в феврале 1974 года на лейбле RCA. Пластинка была записана 21 декабря 1973 года во время концерта Рида в Музыкальной академии в Манхэттене, Нью-Йорк.

## Список композиций
Все песни были написаны Лу Ридом, за исключением отмеченных.
| №  | Название           | Автор(ы)            | Длительность |
| -- | ------------------ | ------------------- | ------------ |
| 1. | «Intro/Sweet Jane» | Стив Хантер, Лу Рид | 7:55         |
| 2. | «Heroin»           |                     | 13:05        |

| №                   | Название                 | Длительность |
| ------------------- | ------------------------ | ------------ |
| 1.                  | «White Light/White Heat» | 5:15         |
| 2.                  | «Lady Day»               | 4:00         |
| 3.                  | «Rock & Roll»            | 10:15        |
| Общая длительность: | Общая длительность:      | 40:32        |

| №                   | Название                    | Длительность |
| ------------------- | --------------------------- | ------------ |
| 1.                  | «Intro/Sweet Jane»          | 7:48         |
| 2.                  | «Heroin»                    | 13:12        |
| 3.                  | «How Do You Think It Feels» | 3:41         |
| 4.                  | «Caroline Says I»           | 4:06         |
| 5.                  | «White Light/White Heat»    | 4:55         |
| 6.                  | «Lady Day»                  | 4:05         |
| 7.                  | «Rock 'n' Roll»             | 10:08        |
| Общая длительность: | Общая длительность:         | 48:12        |

## Участники записи
- Лу Рид — вокал
- Дик Вагнер — гитара
- Рэй Колкорд — клавишные
- Пентти Глан — барабаны
- Пракаш Джон — бас-гитара
- Стив Хантер — гитара